# Fort Indiantown Gap
Fort Indiantown Gap, également appelé "The Gap" ou "FTIG" est un lieu désigné et un centre d'entraînement de la Garde nationale principalement situé dans le comté de Lebanon, en Pennsylvanie, aux États-Unis[. Une partie de l'installation se trouve dans l'est du comté de Dauphin, à proximité de l'Interstate 81, à 37 km au nord-est de Harrisburg, juste au nord du terminus nord de la Pennsylvania Route 934, à la sortie 85 de l'I-81.
L'installation est un centre d'entraînement actif de la Garde nationale et sert de siège au Département des affaires militaires et des anciens combattants de Pennsylvanie (Pennsylvania Department of Military and Veterans Affairs) et à la Garde nationale de Pennsylvanie (Pennsylvania National Guard). Le poste comprend environ 18 000 acres (73 km2) de terrain, avec de nombreux champs de tir et zones d'entraînement pour la Garde nationale de Pennsylvanie et d'autres unités militaires d'active et de réserve, ainsi que pour les organismes chargés de l'application de la loi.
L'installation entoure le parc d'État de Memorial Lake (Memorial Lake State Park) et le cimetière national d'Indiantown Gap (Indiantown Gap National Cemetery). Elle est desservie par le bureau de poste d'Annville, code postal 17003. Lors du recensement de 2010, la population était de 143 habitants. State House, l'ancienne résidence officielle du lieutenant-gouverneur de Pennsylvanie, est située sur le terrain.
La réserve militaire de Fort Indiantown Gap est protégée par une force de police à temps plein, le Fort Indiantown Gap Police Department, qui veille au respect du code de la route et d'autres lois de l'État.

## Histoire
L'histoire de Fort Indiantown Gap remonte à 1755, lorsque le ressentiment des Andastes (en anglais: Susquehannock) à l'égard des colons blancs obligea le gouvernement colonial de Pennsylvanie à établir une chaîne de fortifications dans la région. Les Susquehannock, qui cultivaient la terre dans cette région de Pennsylvanie, devinrent des alliés volontaires contre les colons au début de la guerre française et indienne. Au début de la guerre, les Susquehannock ont attaqué les établissements coloniaux de la frontière en empruntant les cols qui existaient à Blue Mountain à travers Manada Gap, Indiantown Gap et Swatara Gap. En raison de ces attaques, des fortifications ont été établies près de Swatara Gap dans le nord du comté de Lebanon, juste à l'est de l'actuel Fort Indiantown Gap, et près de Manada Gap dans le comté de Dauphin.
Le nom Indiantown Gap a été façonné à partir de la présence amérindienne et de la géographie. "Indiantown" est dérivé des nombreux villages amérindiens qui existaient à proximité de l'installation, et "Gap" fait référence à la séparation dans les Blue Mountains à travers laquelle coule le ruisseau connu sous le nom d'Indiantown Run.

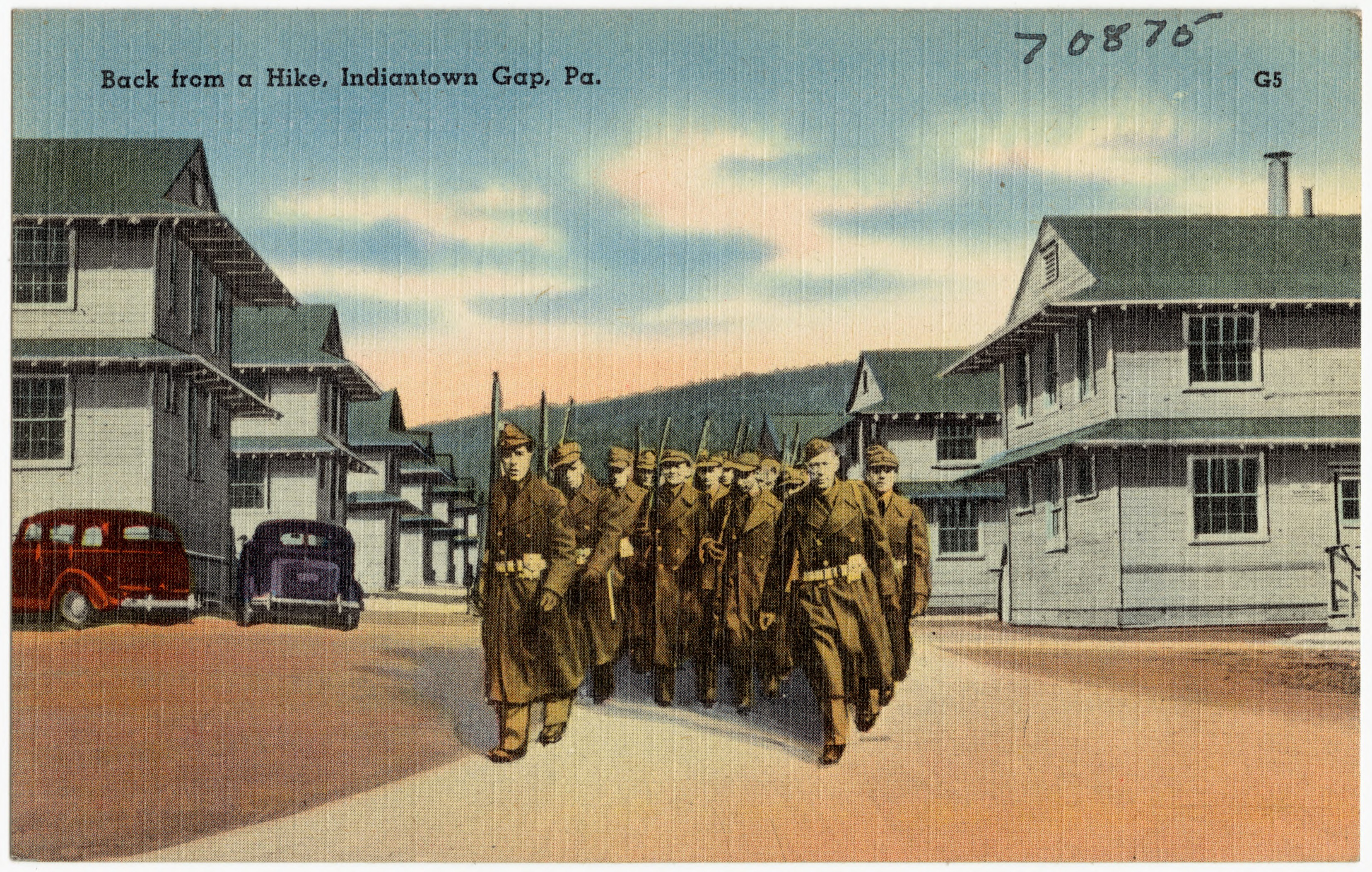
Carte postale vers 1940

Le poste actuel a été aménagé à l'origine par le Commonwealth de Pennsylvanie, sur la recommandation du général Edward Martin, en tant que site d'entraînement de la Garde nationale en 1931, après que la Garde nationale de Pennsylvanie eut dépassé son site d'entraînement de 120 acres à Mount Gretna, en Pennsylvanie.
Au fil des ans, l'installation a accueilli la Garde nationale de Pennsylvanie ainsi que des unités actives de l'US Army (armée de terre américaine). En 1941, le poste a été officiellement baptisé Indiantown Gap Military Reservation (IGMR). Martin s'est retiré du service militaire et a été gouverneur de Pennsylvanie, puis sénateur américain de Pennsylvanie. Après sa mort, l'Assemblée générale de Pennsylvanie rebaptisa l'installation Edward Martin Military Reservation, une désignation que Martin lui-même avait rejetée tout au long de sa vie. Le nouveau nom n'a jamais été pleinement accepté par le personnel militaire qui y a servi. En 1975, le secrétaire de l'armée (United States Secretary of the Army) a rebaptisé le poste Fort Indiantown Gap, afin de l'aligner plus étroitement sur les autres stations de service actif à travers les États-Unis. La Pennsylvanie a également rétabli l'appellation Indiantown Gap, qu'elle conserve aujourd'hui.

### Expansion pendant la Seconde Guerre mondiale
Alors que la Seconde Guerre mondiale éclate et que les États-Unis se préparent à entrer dans le conflit, la Pennsylvanie accepte de louer son poste de garde nationale à l'armée américaine pour en faire un poste d'entraînement. Le 30 septembre 1940, le Commonwealth de Pennsylvanie loue la réserve au gouvernement fédéral pour 1 dollar. Un projet de construction massif démarre, 13 000 ouvriers se préparent rapidement à l'arrivée des troupes et du matériel et la garnison de l'armée américaine à FTIG voit le jour.
Lorsque les installations sont achevées, elles comptent plus de 1 400 bâtiments, dont trois casernes de pompiers, deux pensions, une gare routière, neuf chapelles, deux clubs de service, quatre immenses théâtres, une grande salle de sport et un hôpital de 400 lits. Près de 800 baraquements temporaires ont été construits dans des zones régimentaires complètes, avec des mess, des bâtiments de loisirs et des entrepôts. L'aérodrome militaire de Muir a également été construit à cette époque.
Indiantown Gap a été inauguré le 3 mars 1941 et a été officiellement baptisé Indiantown Gap Military Reservation (IGMR). Il s'agissait de l'un des camps d'entraînement de l'US Army les plus actifs du pays, servant de zone de transit pour le port d'embarquement de New York. Plus de 150 000 soldats de huit divisions ont reçu un entraînement final à l'IGMR avant d'être envoyés à l'étranger. Outre la 28e division d'infanterie de Pennsylvanie, les 3e et 5e division blindée et les 1re, 5e, 37e, 77e et 95e divisions d'infanterie se sont également entraînées à l'IGMR. Une fois que les forces alliées ont pris pied en Europe, l'IGMR a également servi de camp de prisonniers de guerre allemands.
Alors que la Seconde Guerre mondiale se poursuit et que l'engagement américain ne cesse de croître, un centre d'entraînement pour les corps de transport est créé dans le but de former les soldats qui seront plus tard utilisés dans les bataillons portuaires. Trois navires à sec : S.S. Manada, S.S. Swatara et S.S. Indiantown furent construits à l'IGMR et utilisés pour la formation des débardeurs de l'armée.
À la fin de la guerre, l'IGMR devient un centre de séparation pour les officiers et les soldats revenant d'outre-mer, principalement d'Europe. Plus de 450 000 hommes y sont démobilisés et retournent à la vie civile. À son apogée, le centre traite plus de 1 000 soldats par jour.

### Après-guerre
De 1951 à 1953, pendant la guerre de Corée, le rôle stratégique de Fort Indiantown Gap refait surface lorsqu'il accueille la 5e division d'infanterie (5th Infantry Division), dont la mission est de former 32 000 soldats en vue de leur affectation en Corée.
À la fin des années 1960 et au début des années 1970, pendant la guerre du Viêt Nam, Fort Indiantown Gap a été l'un des plus grands camps d'été du Reserve Officers' Training Corps (ROTC) de l'armée américaine.
En 1975, Fort Indiantown Gap a servi de camp de réfugiés pour les réfugiés d'Asie du Sud-Est. Pendant huit mois, plus de 32 000 réfugiés vietnamiens et cambodgiens ont été réinstallés dans l'installation.
En 1976, une partie de Fort Indiantown Gap a été choisie comme nouveau cimetière national pour les États du Delaware, du Maryland, du New Jersey, de la Virginie et de la Virginie-Occidentale. Le Commonwealth de Pennsylvanie a fait don du terrain à l'Administration des anciens combattants.
En 1980, Gap est redevenu un camp de réfugiés lorsque plus de 19 000 étrangers cubains y ont été amenés pour être traités et parrainés après le pont maritime de Mariel. Les derniers "Marielitos" n'ont été libérés qu'à la fin de 1981.
En 1990, Gap a servi de centre de mobilisation et d'embarquement pour les unités d'active, de réserve et de garde déployées pour la première guerre du golfe Persique.
À l'automne 1991, Gap a servi de centre de formation pour les 84e et 85e classes de l'académie de police de l'État de Pa.
En juillet 1995, la Commission de réalignement et de fermeture des bases (Base Realignment and Closure Commission - BRAC) a recommandé la fermeture de Fort Indiantown Gap, à l'exception des champs de tir, des installations et des zones d'entraînement essentiels utilisés par les composantes de réserve. Les unités, dont la 1079e Garrison Support Unit, ont été transférées à Fort Dix, dans le New Jersey. Le Commonwealth de Pennsylvanie a repris le contrôle du terrain au gouvernement fédéral en 1998 et l'a reconverti en site d'entraînement pour les unités de la Garde nationale de l'armée (Army National Guard) et de la Réserve de l'armée américaine (United States Army Reserve).

### Après le 11 septembre
Aujourd'hui, Fort Indiantown Gap est l'un des centres d'entraînement de la Garde nationale les plus actifs du pays, avec plus de 100 000 personnes s'y entraînant chaque année, y compris des membres de la composante de réserve et des membres du service actif, ainsi que des agents chargés de l'application de la loi. Au cours de l'exercice 2021, Fort Indiantown Gap a été le centre de formation de la Garde nationale le plus actif pour la deuxième année consécutive et pour la cinquième fois au cours des sept dernières années. Au cours de l'année fiscale 2021, l'installation a accueilli 113 075 personnes pour un total de 727 878 "jours-hommes" de formation. Les jours-hommes sont un calcul du nombre de membres du personnel multiplié par le nombre de jours de formation sur le terrain. FTIG a également été le centre de formation le plus actif en 2015, 2016, 2018 et 2020.
L'aérodrome militaire de Muir, qui abrite la 28e brigade expéditionnaire d'aviation de combat et le site d'entraînement de la garde nationale de l'armée de l'Est, est l'un des aérodromes les plus fréquentés de l'armée américaine. En 2021, l'EAATS a été sélectionnée pour être la première unité de l'armée - en service actif, de la Garde nationale ou de la Réserve - à recevoir une nouvelle variante de l'hélicoptère UH-60 Black Hawk, l'UH-60V.
Le FTIG abrite le siège du Département des affaires militaires et des anciens combattants de Pennsylvanie et de la Garde nationale de Pennsylvanie, ainsi que de nombreuses autres organisations locataires. En octobre 2019, il a été annoncé que Fort Indiantown Gap accueillerait la Keystone State ChalleNGe Academy, un programme éducatif résidentiel pour les jeunes à risque qui fait partie du Youth ChalleNGe Program de la Garde nationale. L'académie a accueilli sa première classe de cadets en juillet 2022.
Pendant des années un "poste ouvert", Fort Indiantown Gap a commencé la construction du premier des deux points de contrôle d'accès, ou portes, en décembre 2021. Lorsque les portes seront terminées et que des clôtures supplémentaires seront installées autour du périmètre du poste - ce qui est prévu pour 2024 - Fort Indiantown Gap deviendra une installation à "accès contrôlé".

## Organisations de locataires
- Pennsylvania Department of Military and Veterans Affairs
- Pennsylvania National Guard
- 28th Expeditionary Combat Aviation Brigade
- Eastern Army National Guard Aviation Training Site
- 166th Regiment Regional Training Institute
- Northeast Counterdrug Training Center
- Regional Training Site - Maintenance, U.S. Army Reserve
- 211 Engineering Installation Squadron
- Lightning Force Academy
- Air National Guard Band of the Northeast (553rd Air Force Band)
- Pennsylvania National Guard Military Museum

## Démographie
Lors du recensement de 2000, 85 personnes, 33 ménages et 26 familles résidaient au fort. La densité de population était de 4,5 personnes par mile carré (1,7/km²). Il y avait 37 unités de logement à une densité moyenne de 0,8/km². La composition raciale du fort était la suivante : 97 % de Blancs, 1 % d'Afro-Américains et 1 % de personnes appartenant à deux races ou plus.
Il y avait 33 ménages, dont 27% avaient des enfants de moins de 18 ans vivant avec eux, 79% étaient des couples mariés vivant ensemble, 3% avaient une femme au foyer sans mari, et 18% n'étaient pas des familles. 15% de tous les ménages étaient composés d'individus, et 6% comptaient une personne vivant seule et âgée de 65 ans ou plus. La taille moyenne des ménages était de 2,58 et celle des familles de 2,81.
Dans le fort, la population était répartie, avec 17% de moins de 18 ans, 8% de 18 à 24 ans, 29% de 25 à 44 ans, 34% de 45 à 64 ans, et 12% de 65 ans ou plus. L'âge médian était de 43 ans. Pour 100 femmes, il y avait 84,8 hommes. Pour 100 femmes âgées de 18 ans et plus, il y avait 86,8 hommes.
Le revenu médian d'un ménage dans le fort était de 65 893 $ et le revenu médian d'une famille était de 66 607 $. Les hommes avaient un revenu médian de 42 250 $ contre 31 071 $ pour les femmes. Le revenu par habitant du fort était de 27 757 $. Aucun membre de la population et aucune famille n'était en dessous du seuil de pauvreté.

## Géographie
Le lieu désigné de Fort Indiantown Gap se trouve entièrement dans le comté de Lebanon, occupant la partie nord-est de l'East Hanover Township, la partie ouest de l'Union Township et une petite bande de terre le long de la limite sud de l'Union Cold Spring Township, jusqu'à la crête de Second Mountain. Selon le Bureau du recensement des États-Unis, le CDP a une superficie totale de 50,2 km², dont 49,8 km² de terres et 0,4 km² d'eau, soit 0,86 %. La région est drainée par Indiantown Run, qui coule vers le sud à travers Indiantown Gap et se jette dans Swatara Creek, un affluent de la rivière Susquehanna, juste au sud du CDP.

## Le folklore

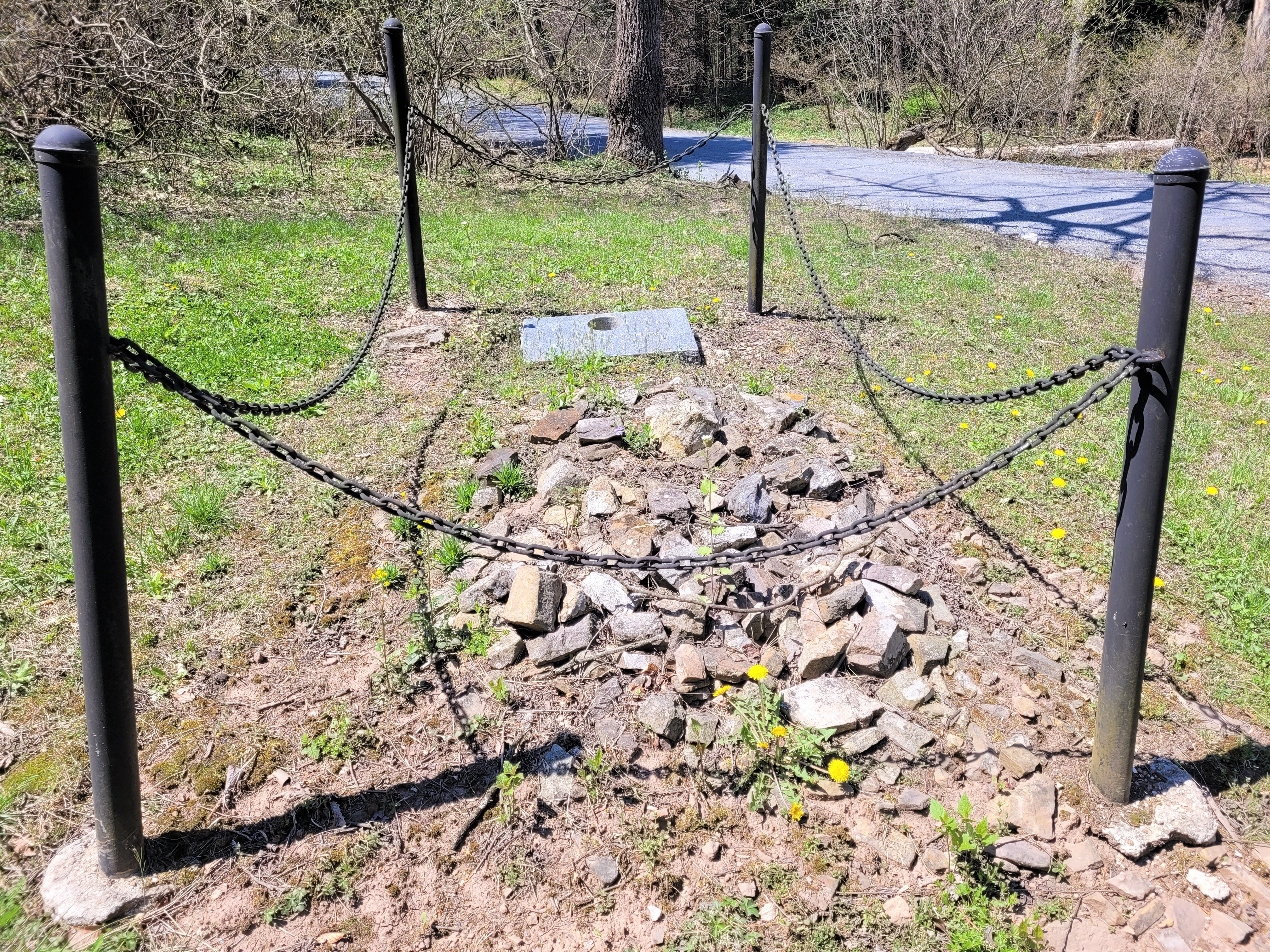
La tombe de Franklin Stichler le long de McLean Road à Fort Indiantown Gap, en Pennsylvanie.

Un meurtre tristement célèbre a eu lieu au XIXe siècle à l'endroit où se trouve aujourd'hui Fort Indiantown Gap et a donné lieu au procès de six accusés qui, par coïncidence, avaient tous les yeux bleus et furent connus sous le nom de "Blue Eyed Six". Quatre membres du groupe avaient souscrit une police d'assurance sur Joseph Raber, un vieil homme qui vivait dans la région, et promis de s'occuper de lui jusqu'à sa mort. Dans le cadre de cette conspiration, les deux autres membres ont noyé Raber dans l'Indiantown Run en 1878.
Leur procès pour meurtre, qui s'est tenu au palais de justice du comté de Lebanon, a reçu une publicité mondiale après qu'un journaliste a remarqué qu'ils avaient tous les yeux bleus et leur a donné le surnom de Blue Eyed Six (Six aux yeux bleus). Le procès a inspiré Arthur Conan Doyle alors qu'il écrivait "The Red-Headed League"[citation nécessaire] Le 24 avril 1879, un jury a déclaré les six coupables de meurtre. En appel, l'un des six, George Zechman, bénéficie d'un nouveau procès et est acquitté. Les cinq autres accusés sont pendus à la prison du comté.
L'un des accusés, Franklin Stichler, a été enterré dans une tombe de la ferme familiale. La tombe existe toujours le long de McLean Road. Un autre accusé, Israel Brandt, vétéran de la guerre civile, tenait un hôtel plutôt miteux le long de Hotel Road. Le site du meurtre à Indiantown Run, la ferme familiale de Stichler et le site de l'hôtel ont tous été englobés par la suite dans l'installation de Fort Indiantown Gap.

## Source
- (en) Cet article est partiellement ou en totalité issu de l’article de Wikipédia en anglais intitulé « Fort Indiantown Gap » (voir la liste des auteurs).